# Platforma cyfrowa
Platforma cyfrowa – potoczne określenie zestawu satelitarnych programów cyfrowych.
Z technicznego punktu widzenia nie ma spójnej definicji, która odróżniałaby platformy cyfrowe od innych elektronicznych projektów, nieokreślanych tym mianem. Nadawcy telewizyjni określają w ten sposób pakiet programów radiowych i telewizyjnych oferowanych za pomocą satelity.

## Największe platformy cyfrowe w Europie
- Sky Digital (10 253 000 abonentów)[2]
- Trikolor TV (5 000 000 abonentów)
- Nouveau Canal+ (4 552 000 abonentów)
- Sky Italia (4 760 000 abonentów)
- Polsat Box (3 545 000 abonentów)
- Sky Deutschland (3 405 000 abonentów)
- Canal+ (2 300 000 abonentów)
- Movistar Plus+ (2 065 000 abonentów)

## Polskie platformy cyfrowe

### Telewizja
Liczba abonentów w II kwartale 2016 r.
1. Polsat Box (4 632 000 abonentów)
2. Canal+ (2 119 000 abonentów)
3. Orange TV (597 000 abonentów)

### Inne
- Platforma Cyfrowa – projekt Instytutu Funduszy Europejskich – informatyzacja urzędów
- Samorządowa Platforma Cyfrowa – informatyzacja urzędów
- Platforma Cyfrowa Stowarzyszenia Bibliotekarzy Polskich – informatyzacja bibliotek